# Партизан (хокейний клуб)
Хокейний клуб «Партизан» (серб. Хокејашки клуб Партизан) — хокейний клуб з м. Белграду, Сербія. Заснований 1948 року. Виступає у Сербській хокейній лізі і Слохокей лізі. 
Чемпіон Югославії (1948, 1951, 1952, 1953, 1954, 1955, 1986), чемпіон Сербії (1994, 1995, 2006, 2007, 2008, 2009, 2010, 2011, 2012, 2013, 2014, 2015, 2016), володар Кубка Югославії (1966, 1986), володар Кубка Сербії (1995), фіналіст Слохокей ліги (2010), чемпіон Слохокей ліги (2011, 2012).
Домашні матчі проводить на Льодовому палаці «Піонір» (2,000 місць).

## Досягнення
- Чемпіон Югославії (1948, 1951, 1952, 1953, 1954, 1955, 1986)
- Чемпіон Сербії (1994, 1995, 2006, 2007, 2008, 2009, 2010, 2011, 2012, 2013, 2014, 2015, 2016)
- Володар Кубка Югославії (1966, 1986)
- Володар Кубка Сербії (1995)
- Чемпіон Балканська Ліга (1994)
- Чемпіон Слохокей ліги (2011, 2012)
- Фіналіст Слохокей ліги (2010).